# Ẩm thực Triều Tiên
Ẩm thực Triều Tiên là truyền thống nấu ăn thông thường và cách thức chế biến thành nghệ thuật ẩm thực Triều Tiên. Ẩm thực Triều Tiên đã phát triển qua nhiều thế kỷ thay đổi xã hội và chính trị. Bắt nguồn từ truyền thống nông nghiệp và du mục cổ xưa ở Triều Tiên và phía nam Mãn Châu, ẩm thực Triều Tiên đã phát triển thông qua sự tương tác phức tạp của môi trường tự nhiên và các xu hướng văn hóa khác nhau.
Ẩm thực Triều Tiên chủ yếu làm từ gạo, rau (ít nhất là ở miền Nam). Các bữa ăn truyền thống Triều Tiên được đặt tên theo số lượng các món ăn phụ (반찬; 飯饌; banchan) mà đi kèm với gạo hạt ngắn nấu chín. Kimchi được phục vụ ở hầu hết các bữa ăn. Thành phần thường được sử dụng bao gồm dầu mè, doenjang (bột đậu tương lên men), nước tương Hàn Quốc, muối, tỏi, gừng, gochutgaru (hạt tiêu xay), gochujang (bột ớt đỏ lên men) và bắp cải napa.
Thành phần và các món ăn khác nhau tùy theo vùng. Nhiều món ăn trong khu vực đã trở thành món ăn quốc gia, đã từng là khu vực có nhiều sáng tạo trong các biến thể khác nhau trên cả nước. Ẩm thực cung đình hoàng gia Hàn Quốc đã từng mang tất cả các đặc sản độc đáo của khu vực lại cho gia đình hoàng gia. Thực phẩm được quy định bởi nghi thức văn hóa Triều Tiên.

## Ẩm thực vùng miền
Ẩm thực vùng miền Triều Tiên (Hangul: 향토요리/향토료리;Hanja: 鄕土料理, Hán Việt: Hương thổ liệu lý) được đặc trưng bởi các đặc sản địa phương và phong cách đặc biệt trong ẩm thực Triều Tiên. Các bộ phận phản ánh ranh giới lịch sử của các tỉnh nơi những thực phẩm và truyền thống ẩm thực được bảo tồn cho đến thời hiện đại.
Mặc dù Triều Tiên đã được chia thành hai quốc gia kể từ năm 1948 (Bắc Triều Tiên và Hàn Quốc), nhưng nó đã từng được chia thành tám tỉnh (paldo) theo các khu hành chính của triều đại Joseon. Khu vực phía bắc bao gồm các tỉnh Hamgyeong, Pyeongan và HwangHae. Khu vực trung tâm bao gồm các tỉnh Gyeonggi, Chungcheong và Gangwon. Các tỉnh Gyeongsang và Jeolla tạo thành khu vực phía Nam.

## Ẩm thực cung đình

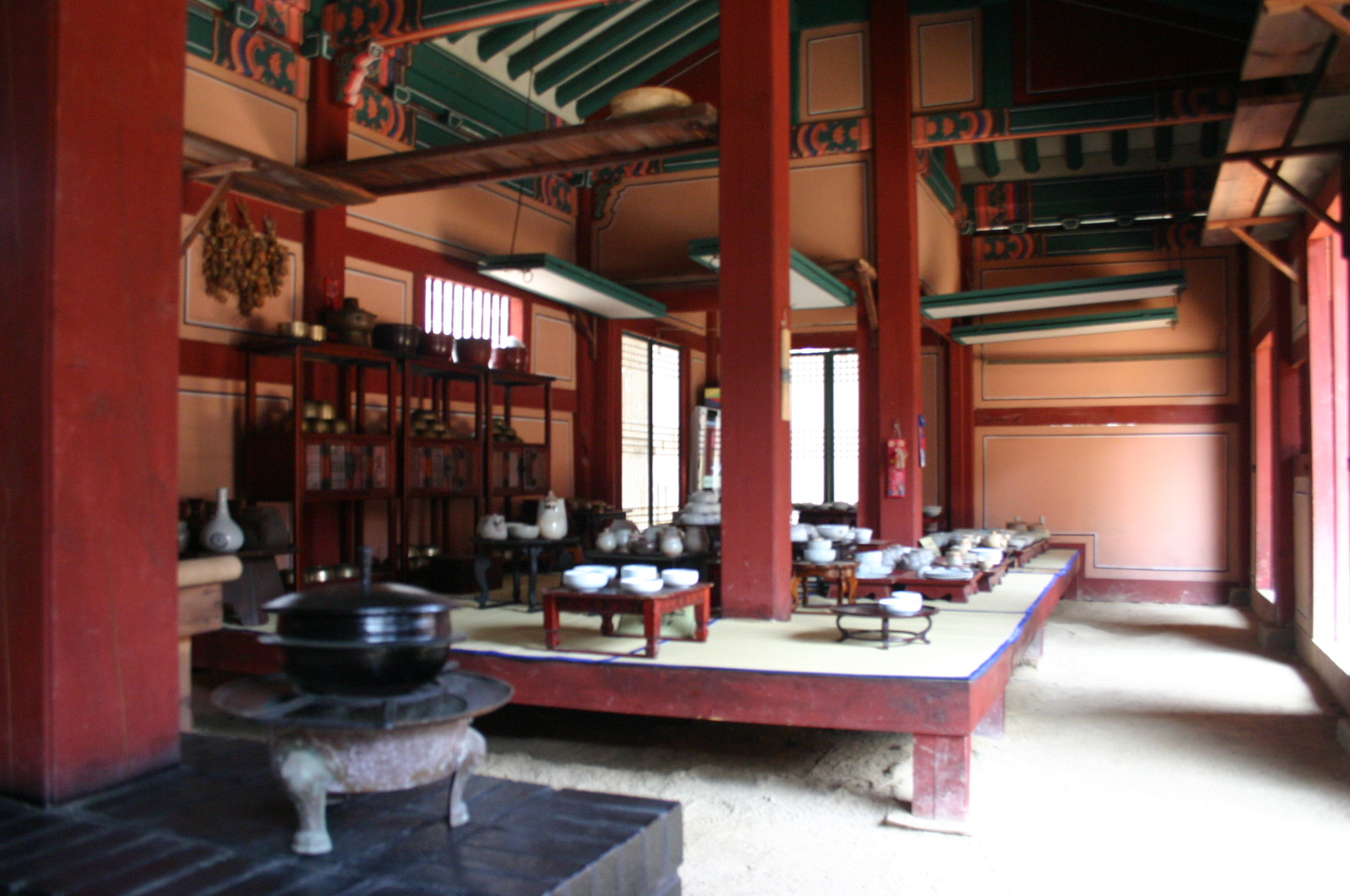
Trong phim Dae Jang Geum, mô hình căn bếp của các cung nữ thời Joseon

Đây là phong cách nấu ăn trong ẩm thực Hàn Quốc được tiêu thụ theo truyền thống tại triều đại của triều đại Joseon, cai trị Hàn Quốc từ năm 1392 đến 1910. Đã có sự hồi sinh của phong cách nấu ăn này trong thế kỷ 21. Người ta nói rằng mười hai món ăn nên được phục vụ cùng với cơm và súp, với hầu hết các món ăn được phục vụ trong bangjja (dụng cụ đựng thức ăn bằng đồng).
Được gọi chung là gungjung eumsik trong thời kỳ tiền hiện đại, các món ăn của cung điện hoàng gia đã phản ánh bản chất sang trọng của các nhà cai trị trong quá khứ của bán đảo Triều Tiên. Bản chất sang trọng của hoàng gia được chứng minh trong các ví dụ từ thời vương quốc Tân La, nơi một hồ nhân tạo (Hồ Anapji, nằm ở Gyeongju), được tạo ra với nhiều gian hàng và sảnh cho mục đích duy nhất là tiệc tùng sang trọng và mùa xuân kênh cho ăn, Poseokjeong, được tạo ra cho mục đích duy nhất là đặt chén rượu nổi lên trong quá trình viết thơ.
Phản ánh chủ nghĩa khu vực của các vương quốc và các quốc gia giáp ranh của bán đảo, ẩm thực mượn từ mỗi khu vực này để hoạt động như một nơi trưng bày. Hoàng gia đã có những món ngon khu vực tốt nhất được gửi đến cung điện. Mặc dù có những ghi chép về các bữa tiệc có từ trước thời Joseon, nhưng phần lớn các hồ sơ này ghi nhận rất nhiều loại thực phẩm mà không đề cập đến các loại thực phẩm cụ thể có mặt. Các bữa ăn nấu cho gia đình hoàng gia không theo mùa, giống như bữa ăn của người dân. Thay vào đó, họ thay đổi đáng kể từng ngày. Tám tỉnh được đại diện mỗi tháng lần lượt trong cung điện hoàng gia bằng các thành phần được trình bày bởi các thống đốc của họ. Điều này đã mang đến cho các đầu bếp một loại nguyên liệu rộng rãi để sử dụng cho các bữa ăn của hoàng gia.
Thực phẩm giữ một vị trí rất quan trọng trong thời kỳ Joseon. Các vị trí chính thức được tạo ra trong Lục bộ nhà Triều Tiên (Yukjo 육조) chịu trách nhiệm về tất cả các vấn đề liên quan đến mua sắm và tiêu thụ thực phẩm và đồ uống cho triều đình. Hội đồng nhân sự (이조 Ijo, hình ảnh) có các vị trí cụ thể để đạt được gạo cho hoàng gia. Hội đồng Nghi thức (애조 Yejo) chịu trách nhiệm về thực phẩm được chuẩn bị cho nghi thức tổ tiên, đạt được rượu vang và đồ uống khác, và thực phẩm thuốc. Ngoài ra còn có hàng trăm nô lệ và phụ nữ làm việc trong cung điện có các nhiệm vụ như làm đậu phụ, rượu, trà và tteok (bánh giầy). Những người phụ nữ là đầu bếp của cung điện hoàng gia và là những gia đình bình dân hoặc có địa vị thấp. Những phụ nữ này sẽ được chia thành các bộ kỹ năng cụ thể hoặc "văn phòng" như Cục thực phẩm đặc biệt (Saenggwa-bang, 생과) hoặc Cục thực phẩm nấu ăn (Soju-bang, 소주방). Những đầu bếp nữ này có thể đã được hỗ trợ bởi các đầu bếp nam từ bên ngoài cung điện trong các bữa tiệc lớn hơn khi cần thiết.
Năm bữa ăn thường được phục vụ trong cung điện hoàng gia mỗi ngày trong thời kỳ Joseon, và hồ sơ cho thấy mô hình này đã tồn tại từ thời cổ đại. Ba trong số các bữa ăn này sẽ là bữa ăn đầy đủ, trong khi bữa ăn chiều và sau bữa tối sẽ bao gồm giá vé nhẹ hơn. Bữa ăn đầu tiên, mieumsang (미음상), được phục vụ vào lúc mặt trời mọc vào những ngày mà nhà vua và hoàng hậu không dùng thuốc thảo dược. Bữa ăn bao gồm cháo (족 juk,) được làm từ các nguyên liệu như bào ngư (jeonbokjuk), gạo trắng (huinjuk), nấm (beoseotjuk), hạt thông (jatjuk), và vừng (kkaejuk). Các món ăn phụ có thể bao gồm kim chi, kim chi nabak, hàu, nước tương và các mặt hàng khác. Cháo được cho là mang lại sức sống cho nhà vua và hoàng hậu suốt cả ngày.
Sura (수라) là những bữa ăn chính trong ngày. Bữa sáng được phục vụ lúc mười giờ sáng và bữa tối được phục vụ từ sáu đến bảy giờ tối. Bộ ba bàn (surasang, 수라상), thường được đặt với hai loại gạo, hai loại súp, hai loại hầm (jjigae), một món jjim (thịt hầm), một món jeongol (một món thịt hầm thịt và rau), ba loại kim chi, ba loại jang (장) và mười hai món ăn phụ, hoặc được gọi là 12 cheop (12 첩). Các bữa ăn được đặt ở suragan (소라간), một căn phòng được sử dụng đặc biệt để dùng bữa, với nhà vua ngồi ở phía đông và nữ hoàng ở phía tây. Mỗi người có một bộ bàn riêng và có sự tham dự của Tam cung nữ được gọi là sura samgung (수라 삼궁). Những người phụ nữ này sẽ kiểm duyệt và cung cấp thức ăn cho nhà vua và hoàng hậu sau khi đảm bảo rằng các món ăn không bị nhiễm độc.
Di sản thực phẩm Hàn Quốc này đã được chính phủ ghi là Tài sản văn hóa phi vật thể quan trọng số 38. Han Bongnyeo (한복려; 韓福麗) là Kho báu Quốc gia Sống hiện tại với tư cách là người giữ tài sản này.

## Thực phẩm

### Ngũ cốc

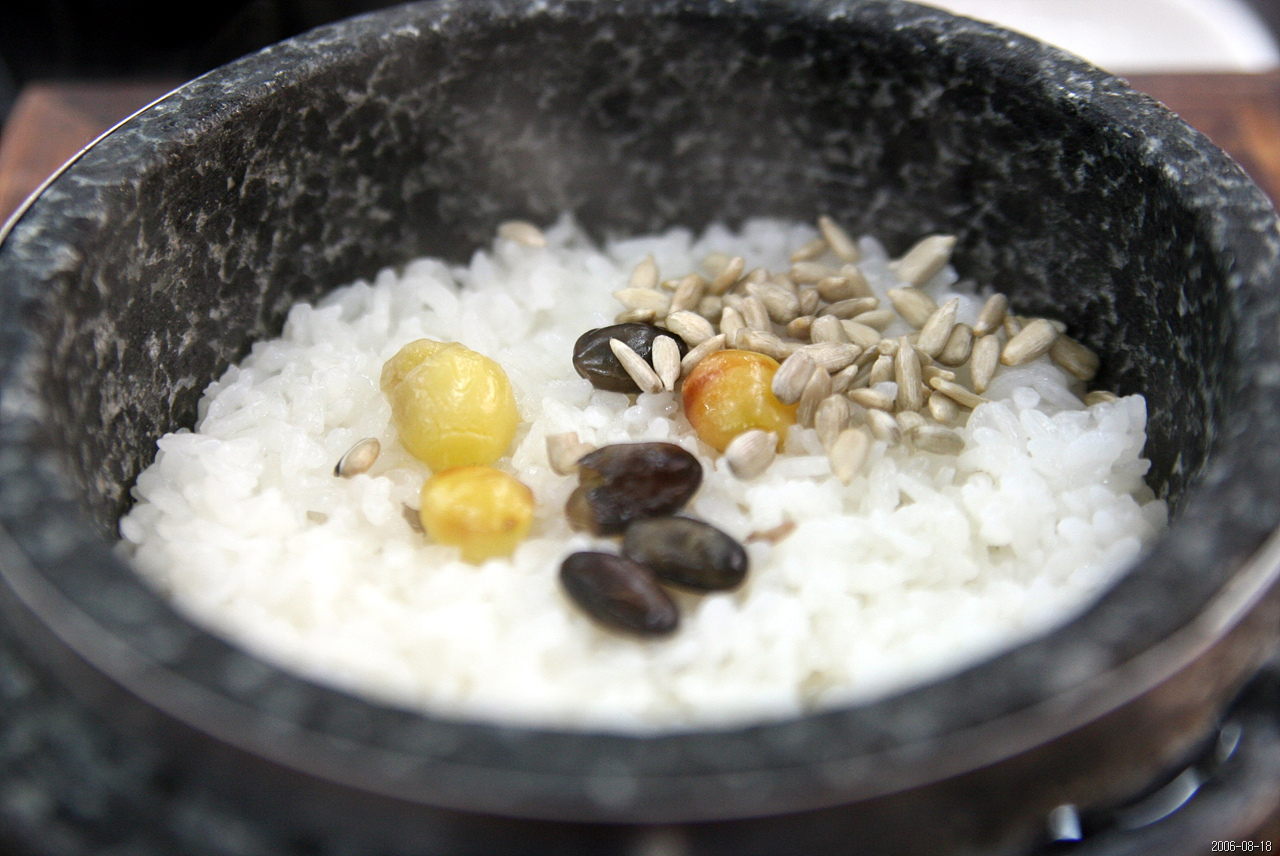
Dolsotbap, cơm được nấu trong niêu đá (dolsot)

Các loại ngũ cốc đã là một trong những mặt hàng chủ lực quan trọng nhất trong chế độ ăn uống của người Triều Tiên. Những huyền thoại ban đầu về nền tảng của các vương quốc khác nhau ở Hàn Quốc tập trung vào ngũ cốc. Một huyền thoại cơ bản liên quan đến vị vua Jumong, người đã được mẹ gửi hạt lúa mạch bằng hai con chim bồ câu sau khi thành lập vương quốc Goguryeo. Một huyền thoại khác nói về ba vị thần sáng lập của đảo Jeju, những người sẽ được kết hôn với ba công chúa của Tamna; các vị thần đã mang hạt giống của năm loại hạt là hạt giống đầu tiên được trồng, lần lượt trở thành ví dụ đầu tiên của nông nghiệp.
Vào thời cận đại, các loại ngũ cốc như lúa mạch và kê là mặt hàng chủ lực. Chúng được bổ sung bởi lúa mì, cao lương và kiều mạch. Lúa không phải là cây trồng bản địa của Triều Tiên và hạt kê có thể là loại hạt được ưa thích trước khi trồng lúa. Gạo trở thành hạt gạo được lựa chọn trong thời Tam Quốc, đặc biệt là ở Vương quốc Silla và Baekje ở các khu vực phía nam của bán đảo. Gạo là một mặt hàng quan trọng ở Silla đến mức được sử dụng để nộp thuế. Từ "thuế" gốc Hán Hàn là một ký tự ghép sử dụng ký tự cho cây lúa. Sự ưa thích đối với lúa leo thang vào thời Joseon, khi các phương pháp canh tác mới và các giống mới xuất hiện sẽ giúp tăng sản lượng.
Vì gạo rất đắt khi lần đầu tiên có mặt ở Triều Tiên, hạt có khả năng trộn với các loại ngũ cốc khác để "kéo dài" gạo; điều này vẫn được thực hiện trong các món ăn như boribap (cơm với lúa mạch) và  kongbap (cơm với các loại đậu). Cơm trắng được nấu từ loại gạo loại bỏ phần cám được ưa thích kể từ khi được đưa vào ẩm thực. Phương pháp nấu cơm truyền thống nhất là nấu trong nồi sắt gọi là sot (솥) hoặc musoe sot (무쇠솥). Phương pháp nấu cơm này có từ ít nhất là Thời kỳ Goryeo, và những chiếc nồi này thậm chí đã được tìm thấy trong các ngôi mộ từ thời Silla. Sot vẫn được sử dụng cho đến ngày nay, vẫn giữ được cách thức như các thế kỷ qua.
Gạo được sử dụng để làm một số mặt hàng, bên ngoài bát gạo trắng truyền thống. Nó thường được nghiền thành bột và được sử dụng để làm bánh gạo được gọi là 
'tteok trong hơn hai trăm giống. Ngoài ra gạo cũng được nấu chín thành một loại cháo (juk) hay cháo suông (mieum) avà trộn với các loại ngũ cốc, thịt, hoặc hải sản khác. Người Hàn Quốc cũng sản xuất một số loại rượu gạo đã lọc và chưa qua lọc.

### Cây họ đậu

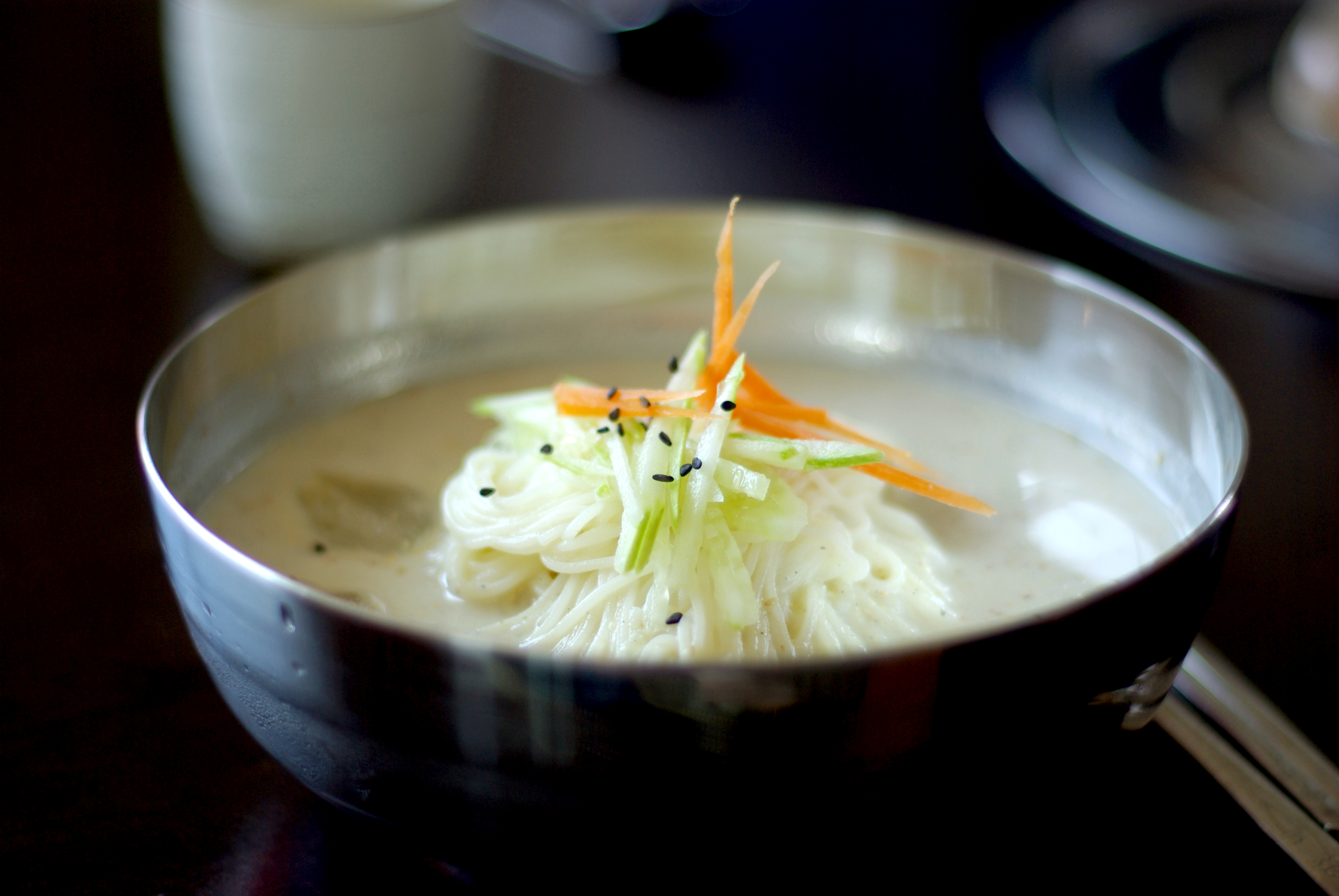
Kongguksu, một món mì lạnh với nước dùng làm từ đậu nành xay

Các cây họ đậu là những cây trồng quan trọng trong lịch sử và ẩm thực Hàn Quốc, theo những cây họ đậu được bảo quản sớm nhất được tìm thấy trong những địa điểm khảo cổ ở Hàn Quốc. Cuộc khai quật tại địa điểm Okbang, Jinju, Nam Gyeongsang cho thấy đậu tương được trồng làm cây lương thực vào khoảng 1000 đêm 900 trước Công nguyên. Chúng được làm thành đậu phụ (dubu), trong khi mầm đậu nành xào như một loại rau (kongnamul) avà toàn bộ đậu nành được làm gia vị và phục vụ như một món ăn phụ. Chúng cũng được chế biến thành sữa đậu nành, được sử dụng làm cơ sở cho món mì gọi là kongguksu.Sản phẩm phụ của sản xuất sữa đậu nành là bã đậu ("biji")  hay kong-biji được sử dụng để làm đặc cho món hầm và cháo. Đậu nành cũng có thể là một trong những loại đậu trong kongbap, luộc cùng với một số loại đậu và các loại ngũ cốc khác, và chúng cũng là thành phần chính trong sản xuất gia vị lên men được gọi chung là jang, chẳng hạn như bột đậu nành, doenjang và cheonggukjang, một loại nước tương gọi là ganjang, tương ớt hoặc gochujang và những loại khác.

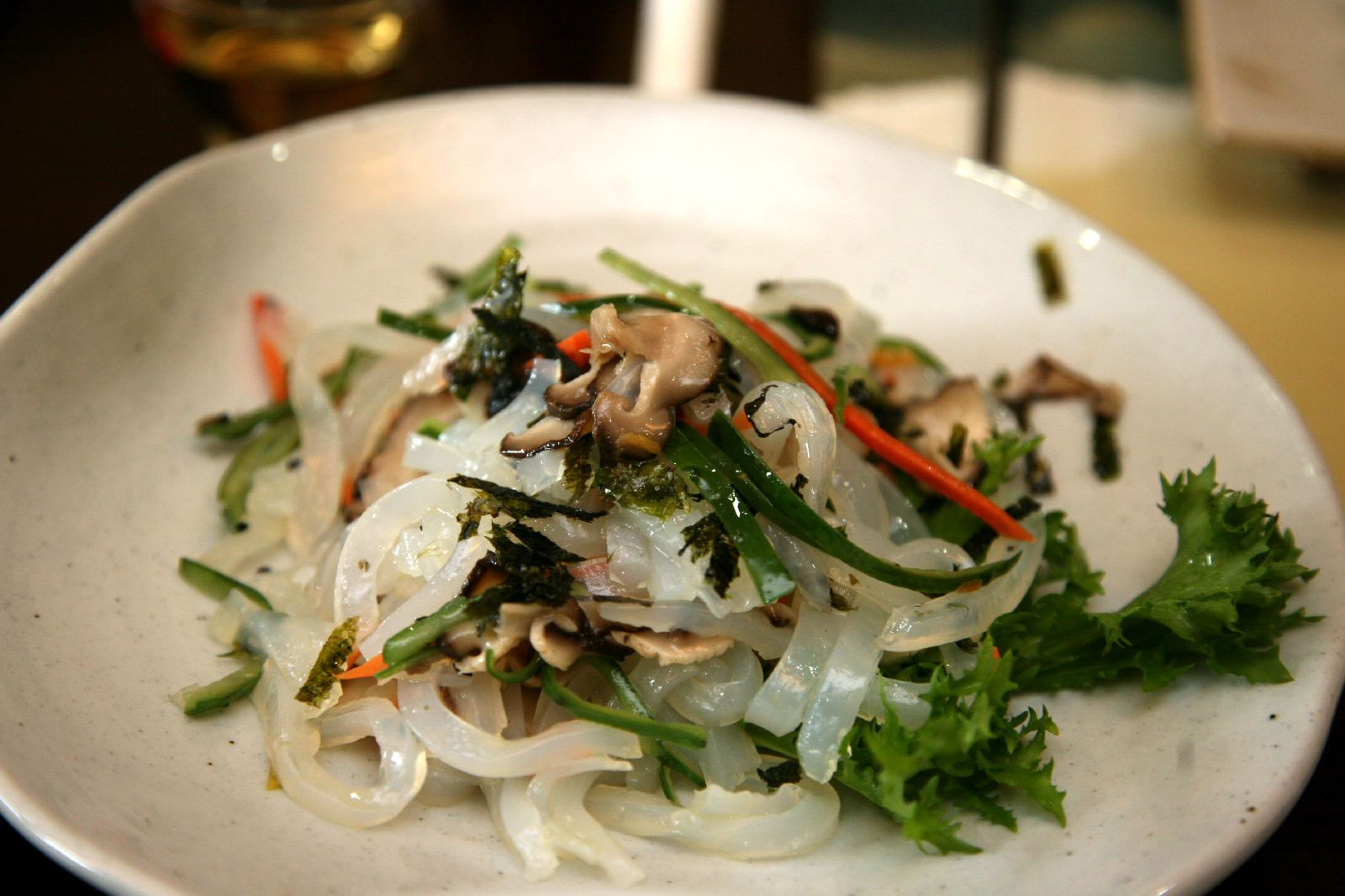
Tangpyeongchae là một món ăn được làm bằng nokdumuk(một loại thạch tinh bột đậu xanh) và rau.

Đậu xanh thường được sử dụng trong ẩm thực Hàn Quốc, ở đây được gọi là nokdu (tiếng Hàn Quốc: 녹두; Hanja: 綠豆; "Đậu xanh"). Giá đỗ gọi là sukju namul thường được phục vụ như một món ăn phụ được chần hoặc xào với dầu mè, tỏi và muối. Đậu xanh xay được sử dụng để nấu cháo gọi là nokdujuk, chứa chất bổ sung dinh dưỡng và hỗ trợ tiêu hóa, đặc biệt là cho người ốm. Một món ăn nhẹ phổ biến là bindaetteok (bánh xèo kimchi đậu xanh), được làm với đậu xanh xay, kimchi và giá đỗ xanh tươi. Tinh bột chiết xuất từ đậu xanh xay được sử dụng để làm miến trong suốt, (dangmyeon). Miến là nguyên liệu chính để làm món miến xào japchae (món ăn trộn như salad) và sundae (một loại dồi) và là một thành phần phụ cho súp và món hầm. Tinh bột cũng có thể được sử dụng để làm các loại thực phẩm giống như thạch, chẳng hạn như nokdu-muk và hwangpo-muk. Muk có hương vị nhạt nhẽo, vì vậy được phục vụ với nước tương, dầu mè và rong biển vụn hoặc các gia vị khác như tangpyeongchae.
Việc trồng đậu đỏ bắt nguồn từ thời cổ đại theo một cuộc khai quật từ Odong-ri, Hoeryong, tỉnh Bắc Hamgyong, được cho là của thời Mumun (khoảng 1500-300 trước Công nguyên). Đậu đỏ thường được ăn như patbap là một bát cơm trộn với đậu hoặc làm nhân và rưới lên tteok (bánh gạo) và bánh mì. Một món cháo làm từ đậu azuki, được gọi là patjuk thường được ăn trong mùa đông. Vàp dịp Dongjinal, một ngày lễ truyền thống của Hàn Quốc rơi vào ngày 22 tháng 12, người dân Hàn Quốc ăn donji patjuk, trong đó có saealsim (새알심) là những viên bột gạo nếp. Theo truyền thống cũ của Hàn Quốc,patjuk được cho là có sức mạnh để xua đuổi tà ma.

### Gia vị cơ bản

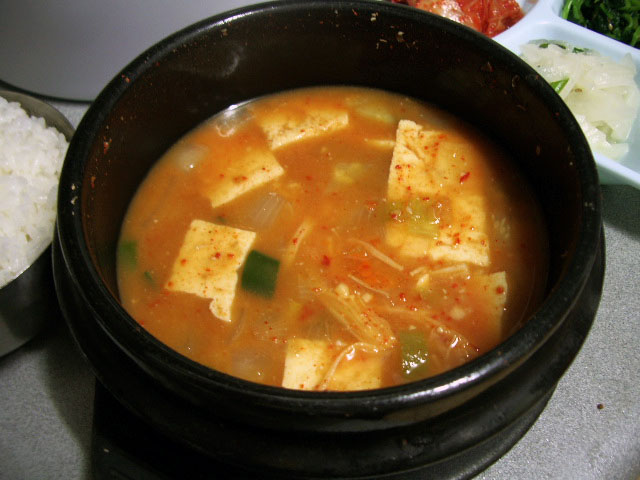
Doenjang jjigae

- Doenjang: bột đậu nành lên men, mùi hăng hơn miso của Nhật.
- Gochujang (고추장): bột ớt đỏ.
- Kimchi
- Mì chính

### Món ăn nhẹ

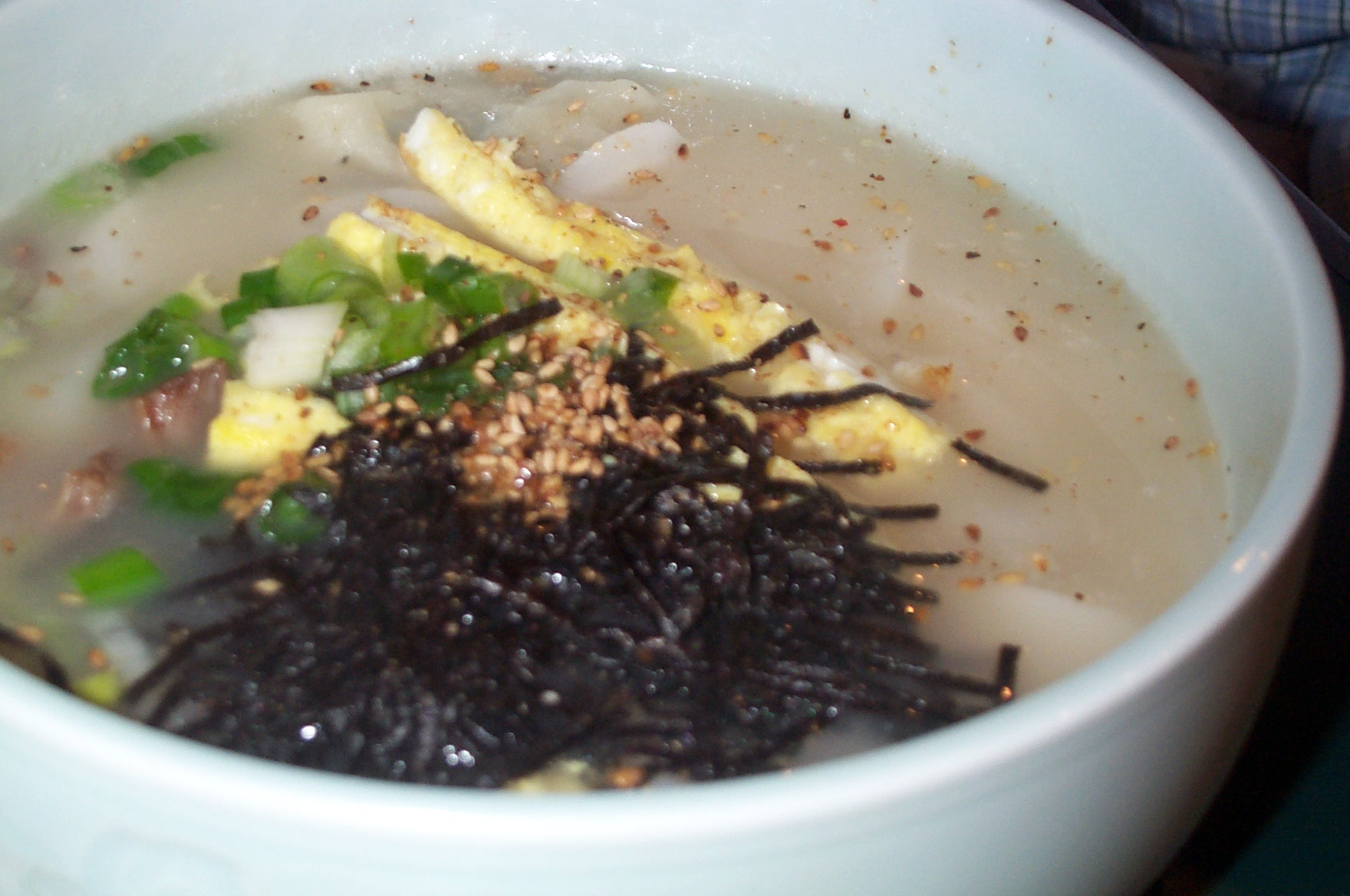
Canh bánh gạo Tteokguk

Những món này thường được bán ở các quán ven đường và thường được coi là món ăn chơi hơn là một bữa ăn. Nhiều quán ven đường thường phục vụ đến khuya, cung cấp luôn thức uống kể cả rượu. Patbingsu là món đá bào phổ biến trong mùa hè, còn những món nóng như tteokbokki, hotteok, và jeon (bánh xèo) phổ biến hơn vào mùa thu, đông. Tteokguk là món canh bánh truyền thống của người Triều Tiên, thường ăn vào dịp Tết. Tteok là một loại bánh làm từ bột gạo nếp và thường được thái mỏng, còn guk là canh. Người ta thường trang trí món canh này với trứng, thịt băm và gim (chính xác thì gim là rong biển nori của Nhật Bản).
- Mandu (만두): thường nhân thịt heo, thịt bò, rau, mì sợi, đậu phụng và kimchi. Loại bánh này có thể đem luộc, chiên hoặc hấp.
- Pajeon (파전): bánh xèo được làm chủ yếu từ bột và trứng, hành lá, hào, hoặc hến con rồi chiên lên.
- Bindaetteok (빈대떡): bánh kếp được làm từ đậu xanh, hành lá, kimchi, hạt tiêu rồi đem chiên.
- Soondae (순대): món dồi Triều Tiên làm từ lòng non độn cơm nếp, tiết lợn hoặc bò, mì khoai tây, giá, hành lá,...
- Tteokbokki (떡볶이): món nướng làm từ bánh gạo xắt lát, thịt bò tẩm gia vị, chả cá, và rau với Gochujang.

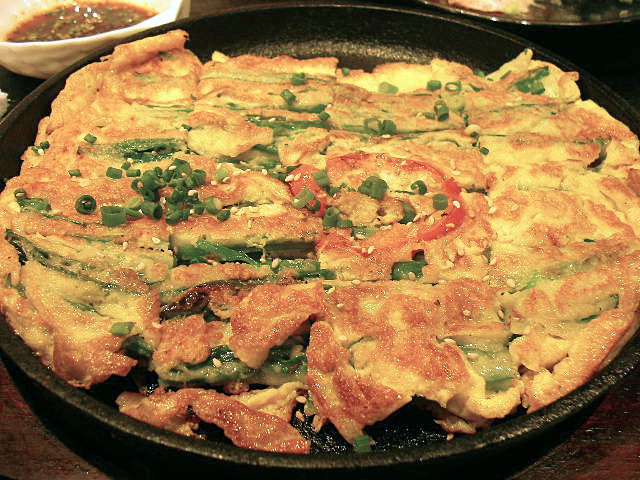
Bindaetteok

### Những món ăn chính
Ở nhà hàng truyền thống, các loại thịt được nấu tại giữa bàn ăn trên một chiếc vỉ nướng than, xung quanh là các bát banchan và cơm. Thịt nướng xong được xắt thành miếng nhỏ và bọc bằng lá rau diếp tươi, cùng với cơm, tỏi, ssamjang (hỗn hợp giữa gochujang, doenjang và các gia vị khác).
- Bulgogi (불고기): thịt bò xắt mỏng tẩm xì dầu, dầu vừng, tỏi, đường, hành xanh, tiêu đen, sau đó đem nướng vỉ. Bulgogi nghĩa là "thịt bò nướng". Nhiều loại khác gồm thịt heo nướng vỉ (Dwejibulgogi), gà (Dakbulgogi), mực (Ojingeobulgogi).
- Galbi (갈비): sườn lợn hoặc sườn bò sắp trên đĩa kim loại, bên dưới là than hồng, đặt giữa bàn. Lát thịt được xắt mỏng hơn bulgogi. Thường gọi là "BBQ (barbecue) Triều Tiên", và có thể tẩm gia vị hoặc không. Một loại galbi khác làm từ thịt gà tẩm gia vị (Dakgalbi).

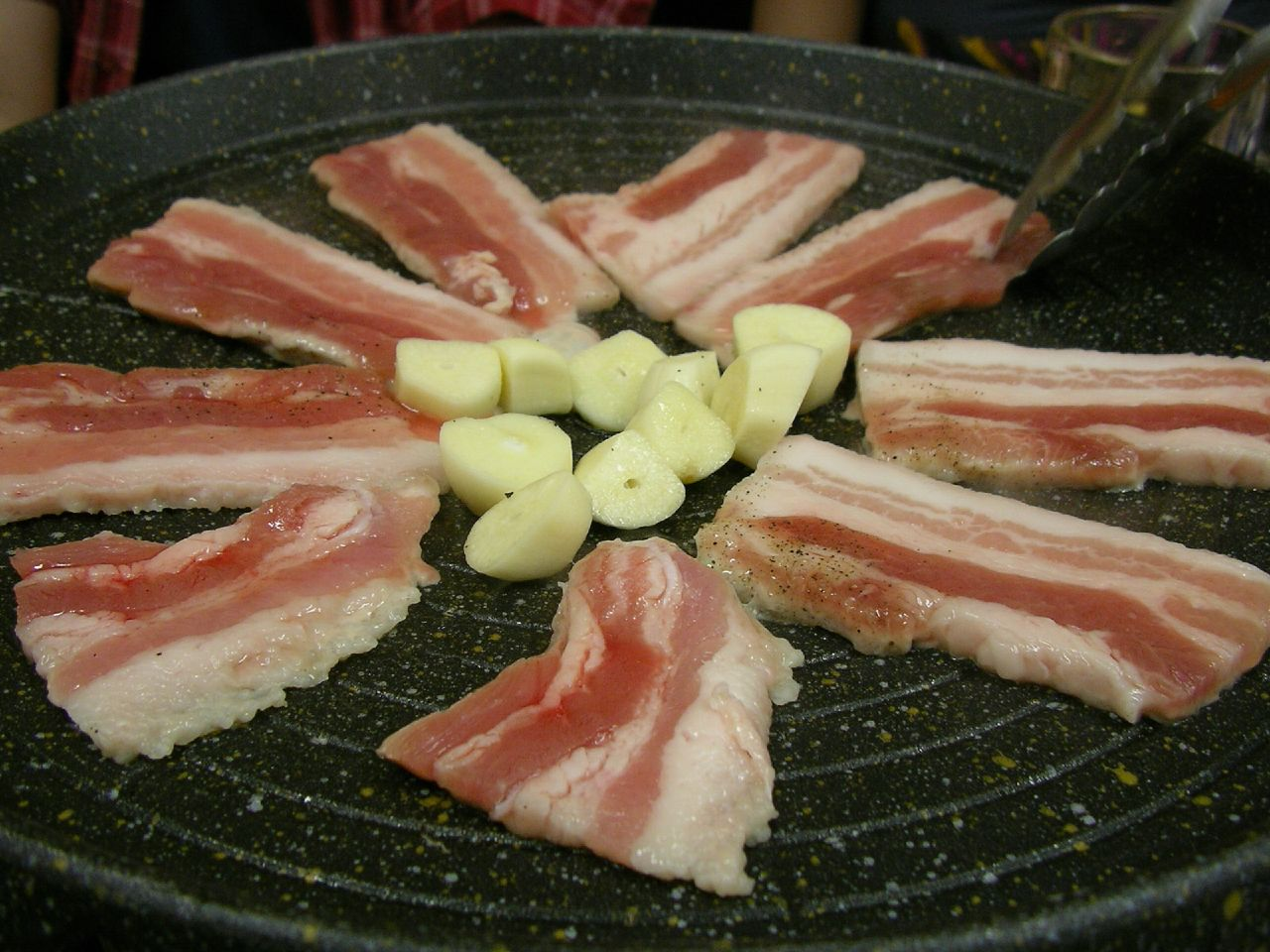
Samgyeopsal

- Samgyeopsal (삼겹살): Thịt lợn xông khói không tẩm gia vị, cắt từ phần bụng của con lợn, cách làm như galbi. Có khi nướng bằng vỉ có chan kimchi ở hai mặt miếng thịt. Món này thường hay nướng với hành tỏi, nhúng vào ssamjjang và gói trong lá rau diếp.
- Hoe (회): Hải sản tươi nhúng vào gochujang hoặc sốt đậu nành với wasabi, cuộn bằng lá rau diếp hoặc tía tô xanh.
- Makchang (막창): Ruột heo lớn nướng, làm như món samgyeopsal và galbi. Dùng với sốt nhẹ doenjang và hành xanh. Món này rất nổi tiếng ở Daegu và quanh vùng Gyeongsang.
- Gobchang (곱창): Tương tự makchang trừ thành phần là những miếng ruột heo nhỏ (hoặc bò).

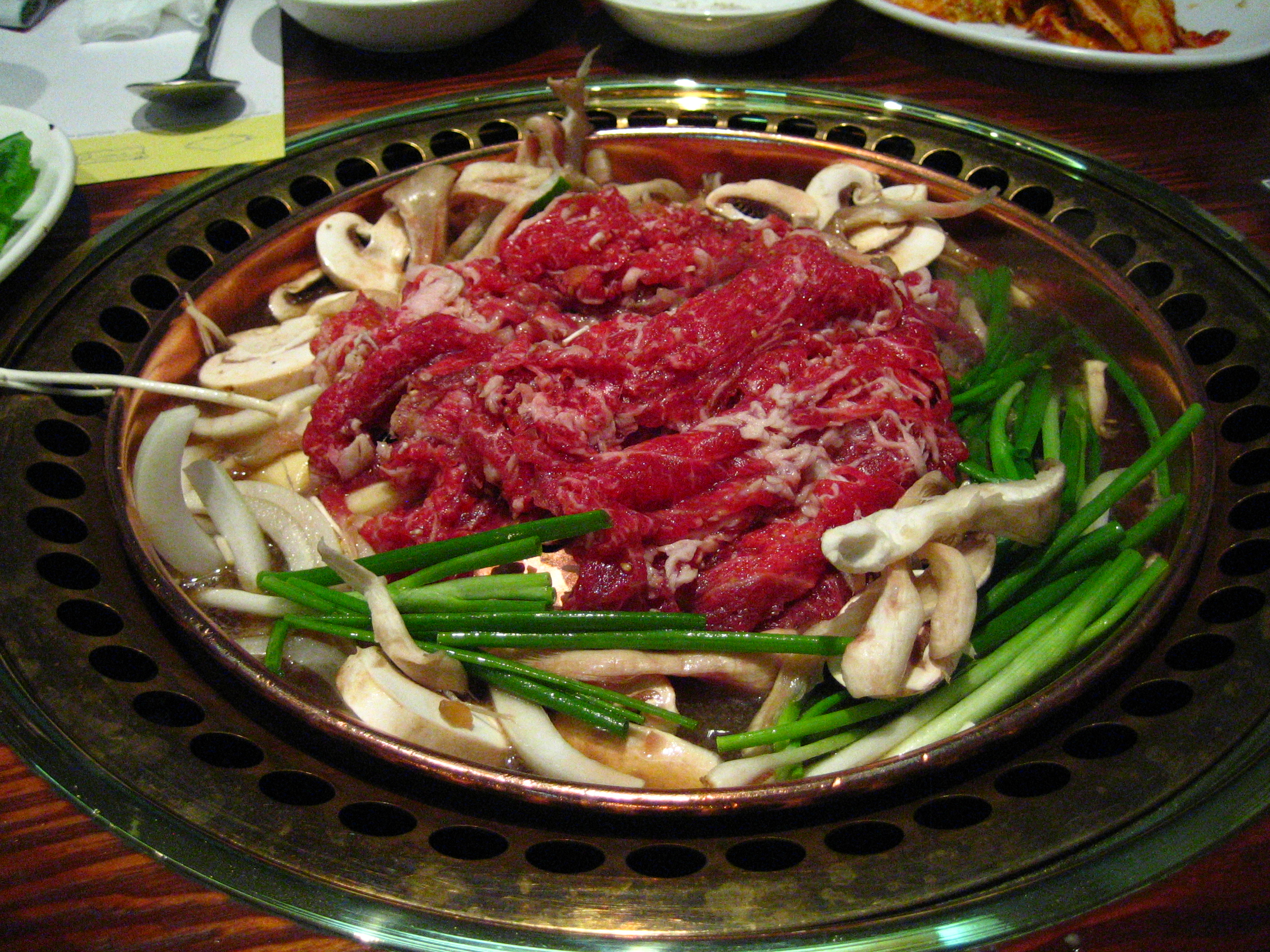
Bulgogi trong ảnh là khi chưa chín

### Món lẩu
- Gujeolpan (구절판): nghĩa đen là "đĩa chín phần", đây là món ăn rất phức tạp được xếp trong đĩa với các loại thịt và rau, dùng với bánh kếp mỏng. Chỉ dùng trong những dịp đặc biệt như lễ cưới, hỏi.
- Sinseollo (신선로): Món lẩu làm từ thịt và rau theo kiểu Triều Tiên.

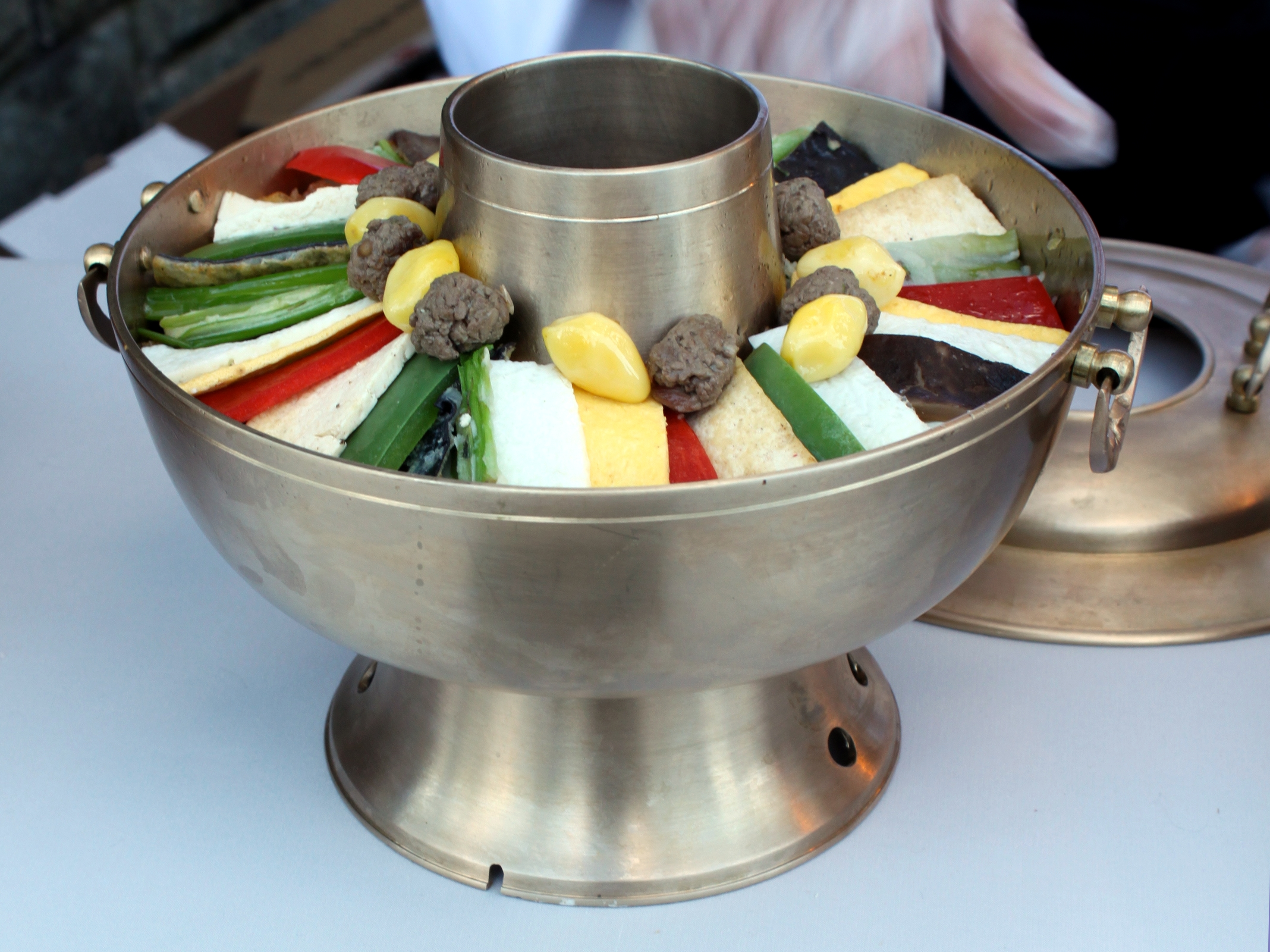
Sinseollo

### Món cung đình
- Yukpeong (육병, 六餠): Bánh nhân rượu nếp (Di thực, 酏食), Bánh trắng (Bạch bính, 白餠), Bánh đậu nhân nếp (Khứu nhị, 糗餌), Bánh đen (Hắc bính, 黑餠), Bánh nếp đậu (Phấn tư, 粉餈) và Bánh nếp thịt (Tảm thực, 糝食)
- Ippu (이포, 二脯): thịt nai khô (Lộc phủ, 鹿脯) và Khô cá (Ngư tú, 漁鱐).
- Sahae (사해, 四醢): thịt nai muối (Lộc hải, 鹿醢), chim trĩ muối (Trĩ hải, 雉醢), thịt muối (Thảm hải, 醓醢) và cá muối (Ngư hải, 魚醓)
- Sura trắng (흰수라): cơm nấu không cho thêm bất cứ nguyên liệu nào.
- Sura đỏ (홍반): gạo nấu với đậu đỏ và cho màu đỏ của nước luộc đậu.
- Sura ngũ cốc (오곡 수라): được làm bằng cơm tẻ nấu chín, kê nếp và đậu đỏ.
- Goldongban (골동반): cơm trộn với rau hấp, thịt bò nướng và trứng chiên. Trong cung điện hoàng gia, bibimbap được gọi là goldongban.[19]
- Omija eungi (오미자 응이): Đầu tiên, ngũ vị tử bắc được đun sôi và mật ong sau đó được thêm vào ngũ vị tử đã đun sôi. Ngũ vị tử luộc chín vớt ra. Sau đó, tinh bột đậu xanh được thêm vào, chất lỏng được đun sôi trở lại.
- Sok mieum ( 속미음 ): cháo ngọt từ gạo nấu cùng táo tàu , nhân sâm, và hạt dẻ được rim.
- Jatjuk: Cháo hạt thông. Đây là một món ăn nhẹ, bổ dưỡng và dễ tiêu hóa thường được phục vụ cho bệnh nhân mới ốm dậy và người cao tuổi.
- Heukimjajuk (흑임자 죽): Cháo vừng (mè) đen.
- Tarakjuk (타락죽): Cháo nấu cùng sữa bò tươi.
- Janggukjuk (장국 죽): Cháo thịt bò xay và nấm đông cô.
- Jochi (조치) và gamjeong (감정) là những món ăn giống như món hầm, ngày nayđược gọi là jjigae . Nếu được nêm với gochujang, chúng được gọi là gamjeong. Jochi được nêm với muối hoặc tép ướp muối, bao gồm: gamjeong cua, gamjeong dưa chuột, jochi cá, jochi hàu, jochi bí ngòi,...
- Jorigae (조리개): thực phẩm luộc chín với nhiều gia vị. Thịt, cá và rau được sử dụng chủ yếu gồm: jorigae bò (우육 조리개), jorigae bò hấp thái lát (우편육 조리개), Thịt lợn xông khói thái lát (돈 편육 조리개) và Jorigae cá lù đù vàng nhỏ (조기 조리개).

### Các món canh và món hầm
- Malgeun guk (맑은 국): một món súp nóng và trong, bao gồm Mu-guk (무국), súp thịt bò trong, Miyeok guk , súp cá minh thái khô,...
- Budae jjigae (부대찌개): Sau chiến tranh Triều Tiên, thịt rất khan hiếm ở Seoul. Một số người đã sử dụng thực phẩm thừa từ các doanh trại của lính Mỹ như là xúc xích, thịt giăm bông hộp để làm món canh cay theo truyền thống. Món budae jjigae vẫn còn phổ biến ở Nam Triều Tiên, và món ăn có nhiều thành phần hiện đại hơn, như là mì ăn liền.
- Doenjang jjigae (된장찌개): canh đậu nành, dùng làm món canh chính hoặc món phụ cùng với món canh thịt bò. Món này có nhiều loại rau, sò hến và đậu phụ, trai nhỏ, tôm hoặc cá trứng. Cá trứng luôn dùng để nấu lấy nước, và được vớt ra trước khi thêm những nguyên liệu chính.
- Cheonggukjang jjigae (청국장찌개): canh làm từ bột đậu nành đặc nặng mùi.
- Gamjatang (감자탕, "khoai tây hầm"): một món canh cay làm từ xương heo, rau quả (đặc biệt là khoai tây) và ớt. Các miếng xương thường được chặt khúc. Món này thường dùng làm món ăn nhẹ lúc khuya hoặc cũng có thể dùng trong bữa trưa hoặc tối.
- Haejangguk (해장국): một loại món ăn bài thuốc cổ truyền được ưa thích xương lợn nạc, cải bắp khô, huyết bò đông (tương tự tiết canh), rau và nước luộc thịt bò. Huyền thoại kể rằng: sau thế chiến thứ hai, nhà hàng phát minh ra món ăn này là nơi duy nhất mở cửa ở quận Jongno khi lệnh giới nghiêm dỡ vào lúc 4 giờ sáng.
- Jeongol (전골): món hầm cay truyền thống, bao gồm nhiều loại hải sản và rau củ.Nó thường được phục vụ trên một bàn nóng.
- Kimchi jjigae (김치찌개): Món canh làm chủ yếu từ kimchi. Có khi đậu phụ và thịt lợn cũng được sử dụng. Dùng làm bữa trưa hoặc đi kèm với món thịt. Đựng trong tô đá và vẫn còn sôi khi bưng ra bàn ăn.
- Mae-un tang (매운탕): canh cá cay và nóng.
- Samgyetang (삼계탕): món canh làm từ gà mái độn nhân sâm, cơm ngọt, táo ta, tỏi, hạt dẻ. Món này thường ăn vào mùa hè.
- Seolleongtang (설렁탕): canh xương chân bò đun liên tục trong 10 giờ cho đến khi nước canh có màu trắng sữa. Đựng trong bát với mỳ trắng và các miếng thịt bò. Hành xanh và tiêu đen dùng làm gia vị.
- Sundubu jjigae (순두부 찌개): món hầm cay và đặc. Làm từ đậu phụ mềm. Người ăn thường đập quả trứng sống cho vào khi món hầm đang sôi.
- Gomguk: một loại súp đặc được nấu bằng cách ninh trong một thời gian dài. Các loại bao gồm gomtang (곰탕), seolleongtang (설렁탕 ), yukgaejang (육개장),...
- Tojangguk (토장국): một món súp có vị doenjang (tương đậu nành lên men). Điều này bao gồm tonjangguk bắp cải, cảibó xôi tojangguk,...
- Naengguk: một món súp được phục vụ lạnh bao gồm kkaeguktang, oinaengguk và súp lạnh wakame.

### Jjim và seon

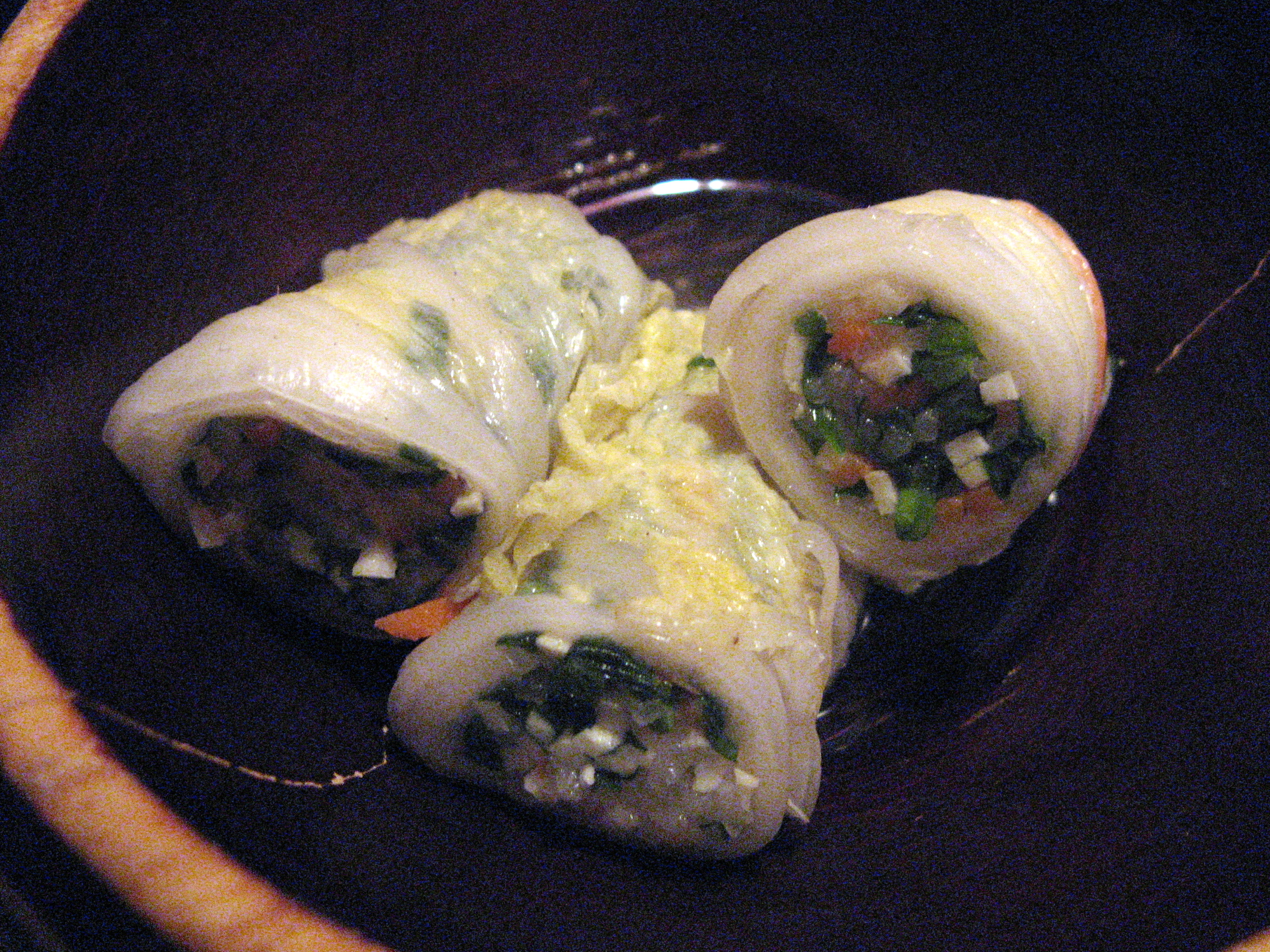
Baechuseon

Jjim (찜): thịt bò, thịt lợn và cá hấp hoặc luộc với rau. Seon (선) là rau hấp, đậu phụ và cá nhồi nhân thịt bò hoặc gà và hành tây. Bao gồm:
- Chambokgwa jjim (참복과 찜): làm từ cá nóc.
- Bure jjim (부레 찜): làm từ cá tráp biển đỏ jjim hoặc Pagrus major jjim.
- Dubuseon (두부 선): đậu phụ hấp với nhân
- Gajiseon (가지 선): làm từ cà tím
- Oiseon (오이 선): làm từ dưa chuột
- Hobakseon (호박 선): làm từ bí đao.
- Museon (무선), làm bằng củ cải.
- Baechuseon (배추 선), làm từ cải thảo cuộn thịt, cà rốt và hành.

### Cơm trộn
- Bibimbap (비빔밥, "cơm trộn"): là món cơm được phủ rau, thịt bò, trứng, và tương ớt. Một dạng khác của món này là dolsot bibimbap (돌솥 비빔밥). Yukhoe (육회) cũng là một món thông dụng, gồm thịt bò sống, trứng sống, một ít sốt đậu nành trộn với lê và gochujang. Mọi thứ (gia vị, cơm, rau) được trộn trong tô lớn và ăn bằng thìa.
- Hoedeopbap (회덥밥): cá sống xắt hạt lựu, trộn với rau sống, cơm và gochujang.

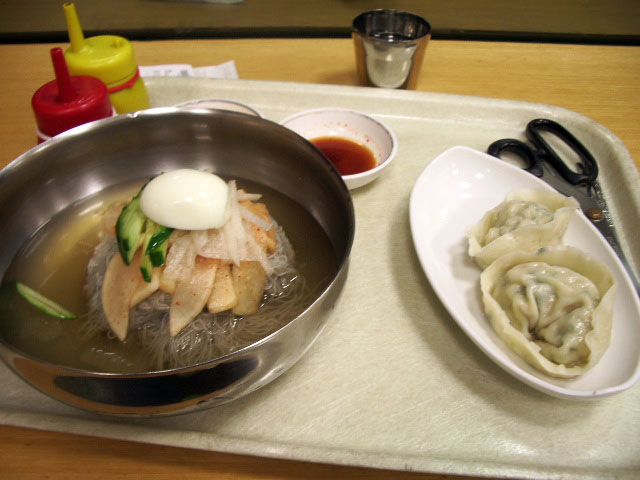
Mul Naengmyeon với Mandu

### Các món mì
- Naengmyeon (냉면, (Bắc Triều Tiên gọi là: 랭면, Raengmyŏn), "mì lạnh"): dùng trong mùa hè, làm từ mì sợi mỏng làm từ bột kiều mạch, dùng trong bát lớn với nước súp lạnh có mùi nồng, rau sống, lê, và thường có trứng luộc hoặc bò nấu đông. Món này còn gọi là Mul ("nước") Naengmyeon, để phân biệt với Bibim Naengmyeon mà không có nước súp mà trộn với gochujang.
- Japchae (잡채): Món miến xào rau bina hấp, thịt bò xào, hành nước xắt dọc, cà rốt nướng xắng dọc trộn với gia vị gồm đậu nành, dầu mè và đường bán tinh chế.
- Kalguksu (칼국수): món mì nước, làm từ sợi mì xắt phẳng, nước súp thịt cá trứng và bí đao nhỏ quả xắt miếng.

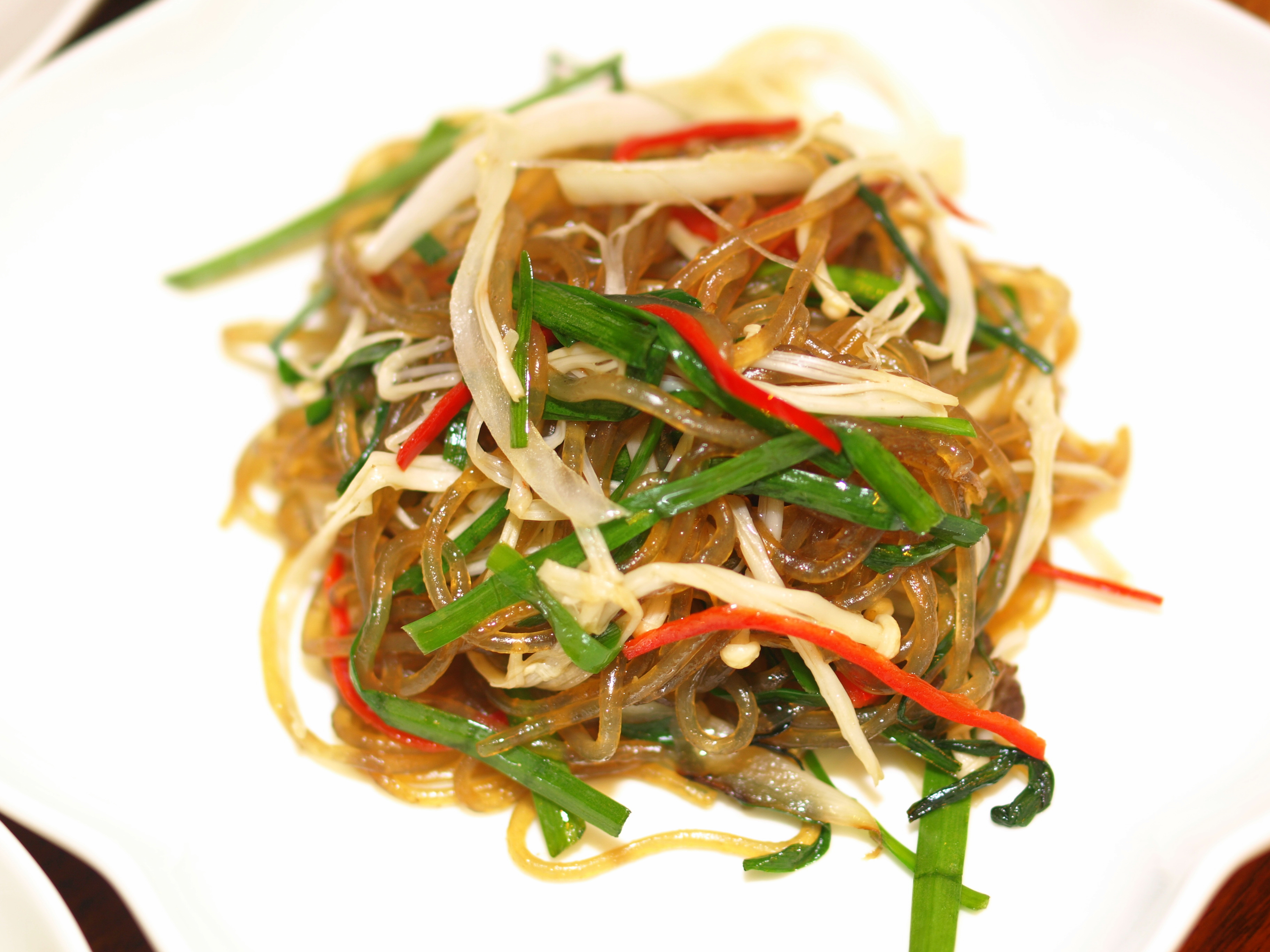
Japchae

### Banchan(các món phụ)
- Kimchi: Người Triều Tiên thường làm đủ kimchi để ăn trong cả mùa đông, nhưng các loại kimchi đóng hộp và tủ lạnh đã làm cho phong tục này ít còn thông dụng.
- Kongnamul (콩나물): làm từ giá đậu tương, một loại banchan được tẩm gia vị và nấu chín trước khi ăn. Giá đậu tương cũng là thành phần chính trong các món: kongnamul-bap (cơm giá đậu tương), kongnamul-guk (canh giá đậu tương), và kongnamul-gukbap (cơm trộn canh giá đậu tương).
- Saengchae (생채) giống như một món salad được nêm với muối, giấm, nước tương hoặc nước sốt mù tạt bao gồm: Mu saengchae (làm từ củ cải cắt nhỏ), Oi saengchae (làm từ dưa chuột), Deodeok saengchae (được làm bằng rễ cây deodeok một loài hoa chuông có nắp ), Seomchorongkkot saengchae (làm bằng hoa chuông Hàn Quốc).
- Gujeolpan (구절판): bao gồm chín loại thực phẩm khác nhau được bày trên một đĩa gỗ với chín phần được chia theo hình bát giác hoặc chính chiếc đĩa. Tên được ghép bởi 3 từ : gu (구, "9"), jeol (절, "phần"), và pan (판, "đĩa ăn") trong tiếng Hàn. Thực phẩm được phân biệt theo màu sắc và thành phần, bao gồm nhiều loại namul khác nhau gồm thịt, nấm và các loại hải sản. Ở giữa khay là một chồng jeon nhỏ( bánh xèo) được làm bằng bột mì , được gọi là miljeonbyeong (밀전병). Ngoài công dụng như một đĩa đựng thức ăn dùng để dọn nhiều món ăn cùng một lúc, gujeolpan còn được coi là một vật trang trí. Nó được cho là một loại thực phẩm tốt cho sức khỏe trông đẹp mắt, ngon miệng và cân bằng về mặt dinh dưỡng.
- Tangpyeong-chae (탕평채, 蕩平 菜) hay salad thạch giá đỗ: là một món ăn Hàn Quốc là một phần của ẩm thực cung đình Hàn Quốc. Nó được làm bằng cách trộn tinh bột đậu, giá đỗ, cải xoong , thịt bò vụn xào, xắt nhỏ ớt đỏ và rong biển. Tangpyeongchae được nêm với nước sốt làm từ ganjang , giấm, đường, vừng và dầu mè. Món ăn thường được ăn nhiều nhất vào cuối mùa xuân và mùa hè.

### Anju(các món ăn kèm khi uống đồ uống có cồn)
- Anju là từ chung để chỉ món ăn phụ được ăn kèm khi uống đồ uống có cồn (thường uống với rượu soju), thường phục vụ tại quán bar, quán karaoke, và các nhà hàng có phục vụ thức uống chưa cồn. Một số món còn có thể dùng khai vị hoặc ăn bữa chính. Các món này thường khác với banchan dùng trong bữa ăn thông thường. Ví dụ như: mực khô với gochujang, trái cây các loại, dubu kimchi (đậu phụng với kimchi), đậu phộng, sora (소라 (một loại sò hến rất phổ biến ở các quán ăn ven đường), và nakji (bạch tuộc nhỏ). Ngoài ra cũng có những loại anju khác như lòng nướng sundae (giống món samgyeopsal hoặc dwejigalbi). Hầu hết các món ăn Hàn Quốc đầu có thể dùng như anju, tùy theo tính sẵn có và sở thích người ăn.

### Món tráng miệng
- Tteok (떡): một loại bánh dày bé xíu có thể làm từ: gạo thường giã nhỏ (메떡, metteok), gạo nếp giã nhỏ (찰떡, chaltteok), gạo nếp nguyên hạt, hoặc không giã nhỏ (약식, yaksik). Sau đó được kết hợp với những nguyên liệu khác. Món này có vị ngọt, dùng làm món tráng miệng, hoặc ăn nhanh. Có khi món này được nấu với thịt bò xắt mỏng, hành, nấm, v.vv.. để dùng làm món ăn chính.
- Xôi ngọt Yashik: món tráng miệng làm từ cơm ngọt, đậu phụng, quả hạch, táo ta và đường.
- Bánh mì Gyeongju: thoạt nhìn chiếc bánh có lớp vỏ mỏng như bánh Trung Thu, làm từ hỗn hợp bột mì và trứng, nhân của chúng thường là đậu đỏ. Loại bánh này lần đầu tiên xuất hiện tại Hàn Quốc là vào năm 1939, trong một tiệm bánh ở Gyeongju, thành phố ven biển của xứ kimchi. Có lẽ chính vì thế mà chúng còn được biết đến với cái tên "Bánh mì Gyeongju".
- Kẹo Gangjeong: Người Hàn Quốc cực kì sáng tạo trong việc chế biến các món làm từ gạo nếp, kẹo Gangjeong cũng được làm từ loại nguyên liệu này. Gạo nếp sau khi được nghiền nhỏ thành bột, trộn với mật ong sẽ được đem cắt thành từng miếng vuông nhỏ và chiên qua dầu. Cuối cùng thì miếng bánh được phủ bằng một lớp vừng, hoa, hoặc các loạt hạt. Ngoài ra bạn cũng có thể tìm thấy loại kẹo gangjeong không làm từ gạo nếp mà hoàn toàn được làm từ vừng, mè đen. Kẹo Gangjeong có hình dạng vô cùng đẹp mắt, vô cùng phù hợp để biếu làm quà.
- Hotteok: Đây là một món ăn đường phố truyền phống khá phổ biến ở Hàn Quốc, chúng được bày bán trong các xe hàng rong mà bạn có thể dễ dàng bắt gặp trên các con phố. Hotteok làm từ bột mì, nhân đậu đỏ hoặc bột đậu cắt nhỏ, thường được nặn thành hình nhỏ xinh xắn.
- Kẹo mạch nha Yeot: Loại kẹo này được làm từ mạch nha với 2 loại chính là kẹo yeot dẻo và cứng. Mỗi một vùng miền thì sẽ có cách chế biến kẹo yeot khác nhau. Đặc biệt khu vực đảo Ullengdo – nơi nổi tiếng với các sản phẩm làm từ bí ngô cũng có kẹo yeot bí ngô. Vì kẹo này rất dính, nên mọi người quan nệm khi ăn vào may mắn sẽ dính vào người. Từ đó nhiều người ăn loại kẹo này trước khi diễn ra các sự kiện quan trọng trong cuộc đời.
- Hoa quả ướp đường: Món tráng miệng này đáp ứng thực khách cả về mĩ lẫn vị. Làm từ các loại trái cây hoặc củ rễ như ngó sen, cam, hoa quả các loại. Những loại hoa quả này sẽ được cắt lát rồi chưng trong mật ong hoặc nước đường, sau đó sẽ được làm khô và trang trí. Loại jeonggwa được ưa thích nhất là làm từ ngó sen với các lát cắt có hình dạng đẹp mắt và vô cùng thơm ngon.
- Bánh Maejakgwa: Trong danh sách những món tráng miệng thì maejakgwa là không thể không kể tới. Món này được làm từ bột mì trộn với bột gừng theo một tỉ lệ nhất định rồi làm thành hình dải duy băng và sau đó được chiên trong dầu sôi. Bạn có thể dễ dàng nhận ra bánh maejakgwa vì nó có hình dạng vô cùng đặc biệt và không giống với bất kì loại bánh nào.
- Patbingsu: món đá bào Triều Tiên có xuất xứ từ kakigori (かき氷) Nhật Bản. Patbingsu nguyên bản khá đơn giản với hai nguyên liệu chính là đá bào và đậu đỏ. Khi món kem đá bào này trở nên phổ biến hơn và được nhiều người yêu thích, Patbingsu ngày càng đa dạng với sự góp mặt của các nguyên liệu như mứt, trái cây, kem, thạch, ngũ cốc, si-rô, sữa chua...

Một trong những điểm nổi bật nữa của món tráng miệng này là hầu hết các nguyên liệu đều có độ ngọt thanh nhẹ, kết hợp với đá bào mát lạnh, rất phù hợp với những bạn phải kiêng đồ ngọt hay sợ béo.
- Kẹo tổ kén:

Loại kẹo này cực kì đặc biệt khi sử dụng mật ong và kéo thành từng sợi mảnh. Người ta sẽ kéo ra 16.384 sợi trong mỗi miếng kẹo. Kẹo được thêm nhân bên trong bởi các loạt hạt và cuối cùng có hình dạng như một tổ kén với nhân có mùi vị hấp dẫn.
- Yakgwa: Yakgwa là một loại bánh có hình dạng một bông hoa được sử dụng trong các nghi lễ như Trung Thu hoặc nghi lễ Phật Giáo và lễ cưới của hoàng gia. Bánh được làm từ bột mì với dầu mè, mật ong, nước ép gừng và rượu Cheongju. Sau khi nhào kĩ, bột được cho vào khuôn để tạo ra hình một loại hoa. Sau đó bánh được chiên lên ở nhiệt độ thấp, được ngâm trong mật ong và cuối cùng được phủ một lớp bột quế lên trên.

## Thức ăn nhanh
Thức ăn nhanh đóng một vai trò quan trọng trong văn hóa Triều Tiên. Ở Triều Tiên, đồ ăn nhanh có thể mua từ các tiệm ven đường, giá rẻ, phục vụ cả thức uống và rượu. Ở các quán ven đường, người mua có thể đứng cạnh quán để ăn hoặc gói mang về nhà. Hầu hết người Hàn Quốc xem đồ ăn bán ở đây như là món ăn nhanh và không luôn ăn như bữa chính. Tùy theo mùa cũng có những đặc sản: bingsu vào mùa hè, còn các món như: canh nóng, tteokbokki, hotteok, và bungeoppang phổ biến vào mùa thu và mùa đông.

### Jeon
Kimchi lên men hoặc hải sản được trộn với bột mì, và rán trên chảo dầu. Món này ăn ngon nhất khi chấm với nước tương (xì dầu), giấm, và ớt bột khi còn nóng.

### Hotteok
Đây là loại bánh tương tự bánh kếp. Đường bát nấu chảy, mật ong, đậu phộng giã nhỏ, và quế là những thành phần quan trọng. Cũng có khi rau xanh được thêm vào.

### Bungeoppang/Gukhwappang/Gyeranppang
Bungeoppang là một loại bánh nướng truyền thống hình cá tráp biển,có xuất xứ từ bánh taiyaki của Nhật Bản. Nhân của bánh này thường là đậu đỏ, đôi khi có thể là kem trứng custard, sô-cô-la. lớp ngoài dẻo và giòn, giống như taiyaki của Nhật Bản Gukwappang có cách làm gần như bungeoppang, nhưng có hình bông hoa. Gyeranppang có vị tương tự bungeo-ppang, nhưng có hình con sò.

## Đồ uống Triều Tiên

### Đồ uống không có cồn
Các loại trà của Triều Tiên:
- Insam cha (인삼차): trà nhân sâm.
- Saenggang cha (생강차): trà rễ gừng.
- Yujacha (유자차): trà thanh yên.
- Bori cha (보리차): trà lúa mạch rang.
- Oksusu cha (옥수수차): trà bắp rang.
- Sungnyung (숭늉): trà gạo rang.

Các loại thức uống dân gian khác:
- Sujeonggwa (수정과): thức uống làm từ quả hồng vàng phơi khô.
- Sikhye (식혜): thức uống có vị ngọt làm từ lúa gạo.

### Đồ uống có cồn
- Rượu soju và makgeolli
- Rượu Majuang: là loại rượu vang thông dụng nhất của Triều Tiên. Loại rượu này làm từ nho Hàn Quốc với rượu Pháp hoặc rượu Mỹ. Hiện có trên 100 loại rượu vang và rượu khác nhau ở Triều Tiên.
- Bia: Bia bán chạy tại Triều Tiên là các loại bia nhẹ như của Đức, tương tự như các loại bia ở châu Âu và châu Á. Các nhãn hiệu phổ biến bao gồm: Cass, Hite (các dòng sản phẩm: Hite, Hite Prime, Hite Prime Max), Cafri, Oriental Brewery (bia nhẹ và bia khô có thành phần là gạo), Taedonggang (một nhãn hiệu bia của Bắc Triều Tiên, được bán ở dạng chai tại một số tiệm bia ở Nam Triều Tiên).

Cũng có một số loại bia được sản xuất với số lượng hạn chế, như:
- Praha (ở tỉnh Gangnam)
- Platinum (ở tỉnh Agpujeong và Gangnam)
- Jung-ang Micro Brewery (ở Ansan)
- German Brauhaus (ở Ansan)
- Three Dragons (ở Sinchon)
- Rosenbräu (ở Ilsan)

Yakju là một loại rượu tinh chế, lên men từ lúa gạo, nổi tiếng nhất với tên gọi cheongju. Takju là một loại rượu đặc chưa qua tinh chế, làm từ hạt gạo, nổi tiếng nhất với tên gọi makkoli (막걸리), một loại rượu vang làm từ gạo, có màu trắng sữa, mà nông dân thường uống.
Rượu vang Triều Tiên được chia thành rượu trái cây và rượu thảo dược. Rượu cây xiêm gai (Acacia), rượu mận, rượu mộc qua Trung Quốc, rượu anh đào, rượu trái thông, rượu trái lựu là thông dụng nhất. Rượu nhân sâm (insamju), là loại rượu thường được pha loãng và bán sang phương Tây như một loại đồ uống tăng lực, tương tự Red Bull.
Juansang (Bàn rượu): Một bàn rượu theo kiểu juansang bao gồm rượu và các món ăn phụ. Các món ăn thay đổi tùy theo loại rượu.
Gyojasang: Bàn rượu lớn thường xuất hiện trong các buổi dạ tiệc. Bao gồm đồ uống có cồn và nhiều loại món ăn phụ, bánh gạo, kẹo mứt và các bát nước quả. Sau khi rượu đã uống xong, thực khách được phục vụ món mì nước.

## Những đổi mới trong ẩm thực đương đại
Ẩm thực hỗn hợp nhanh chóng trở nên phổ biến tại Triều Tiên. Hiện có nhiều nhà hàng Nhật Bản, Bắc Ý, Pháp, và Ấn Độ ở khắp Nam Triều Tiên.
Các tiệm chay, trước đây bị suy giảm do sự suy giảm của đạo Phật trước sự phát triển của Cơ đốc giáo, hiện nay đã có dấu hiệu hồi sinh, và luôn được tìm thấy ở mọi thành phố.

## Thịt cầy
Ở Triều Tiên, việc ăn thịt cầy bắt nguồn từ niềm tin vào tác dụng y học của thịt cầy, đặc biệt là tăng khả năng chịu đựng. Bosintang (món thịt cầy hầm có vị cay) được tìm thấy ở các quán vỉa hè, món này đặc biệt dành cho mùa hè, sẵn có tại nhiều nhà hàng. Không phải người ta ăn mọi loại chó. Chỉ có loại chó Nurong (누렁이), một giống chó lai, được gây giống và bán giá cao để làm thịt.

## Nhà hàng Triều Tiên ở hải ngoại
Nhà hàng Triều Tiên luôn xuất hiện ở những khu vực tập trung đông dân cư Triều Tiên, điển hình là tại các Koreatowns ở hải ngoại. Các nhà hàng Triều Tiên Okryukwan được quản lý bởi chính phủ Bắc Triều Tiên đã được mở ở Nhật Bản.